# Heinz-Günter Bongartz
Heinz-Günter Bongartz (Gütersloh, 5 de março de 1955) é bispo auxiliar na diocese de Hildesheim .

## Vida
Heinz-Günter Bongartz cresceu em Avenwedde. Depois de completar o ensino médio e se formar na Escola Ursulina Mariana em Bielefeld, estudou filosofia no Westfälische Wilhelms-Universität em Münster e Theology Católica no Julius-Maximilians-Universität Würzburg. Em 5 de junho de 1982, ele recebeu a Catedral de Hildesheim, a ordenação. De 1982 a 1988, Bongartz foi capelão na paróquia de St. Elizabeth em Hildesheim e , de 1988 a 1993, pastor da paróquia de St. Elizabeth em Hamelne de 1993 a 2006, pastor da paróquia de St. Oliver em Laatzen. Ele foi durante muitos anos porta-voz do Priestrat na diocese e liderou a partir de 1998 o então deaner Hannover-Mitte / Sul. Em 2006, ele foi o Episcopal Vigário Geral Hildesheim Chefe do Departamento para os sacerdotes e fulltime pastoral pessoal e residente cânone na catedral de Hildesheim.
Desde 1992, Heinz-Günter Bongartz tem ensinado a homilética nos seminários de Hamburgo, Osnabrück e Hildesheim.
Em 4 de dezembro de 2010, o Papa Bento XVI o nomeou. o bispo titular de Bonusta e ordenou-lhe para ter sucesso Hans-Georg Koitz bispo auxiliar da Diocese de Hildesheim. A ordenação episcopal recebeu seu bispo Norbert Trelle em 26 de Fevereiro de 2011, em St. Godehard em Hildesheim; Co- conseridores foram os bispos auxiliares Nikolaus Schwerdtfeger e Hans-Georg Koitz.
Os escritórios do Representante no abuso sexual de menores por parte do clero da diocese de Hildesheim (desde 2006) e a gestão do Conselho Episcopal de Assessores sobre esta questão (de 2007), bem como o Comissário para os diáconos permanentes da diocese (de 2007) leva Bongartz também Bispos diante.
Desde 7 de dezembro de 2014, Bongartz é decano da catedral da Hildesheim. Ao mesmo tempo, ele era o chefe do Departamento de Pessoal / Pastoral no Vicariato Episcopal Geral. nomeado com efeitos a partir de 1 de outubro de 2016 Bishop Norbert Trelle Heinz-Günter Bongartz além de suas outras tarefas para vigário geral da Diocese de Hildesheim como o sucessor do doente Werner Schreer .
Na Conferência Episcopal Alemã, é membro da Comissão de Profissões Espirituais e Serviços da Igreja e da Comissão de Educação e Escola .

## Divisa e brasão de armas
O lema episcopal de Bongartz é o seu preâmbulo Praedicamus Christum crucifixum ("Proclamamos Cristo crucificado" ( 1 Cor. 1:23  UE )). Seu brasão mostra as cores da diocese de Hildesheim amarelo e vermelho em uma divisão vertical. No campo amarelo é um galo vermelho como o antigo símbolo do "chamador de despertar", no campo vermelho uma cruz amarela de Bernward .

## Fonte
- Traços de luz da Páscoa , Dom Bosco Verlag 2002, ISBN 3-76981347-2 , juntamente com Georg Steins

## Links da Web
- Cheney, David M. «Bischof» (em inglês). Catholic-Hierarchy.org
- «Tabellarischer Lebenslauf». www.bistum-hildesheim.de
- Hildesheimer Dom: Videoführung mit Weihbischof und Domdechant Heinz-Günter Bongartz (12. August 2016) no YouTube.